# Liste von Seen in Deutschland/L
| Name                  | Stadt/Gemeinde/Landkreis        | Land                   | Fläche in km²           |
| --------------------- | ------------------------------- | ---------------------- | ----------------------- |
| Laacher See           | Kreis Ahrweiler                 | Rheinland-Pfalz        | 3,3                     |
| Laascher See          | Samtgemeinde Gartow             | Niedersachsen          | 0,4                     |
| Laibacher Badesee     | Dörzbach                        | Baden-Württemberg      |                         |
| Langbürgner See       | Landkreis Rosenheim             | Bayern                 | 1,04                    |
| Langener Waldsee      | Langen (Hessen)                 | Hessen                 | 0,81                    |
| Lange Renne           | Oelde                           | Nordrhein-Westfalen    | 0,193                   |
| Langesee              | Naturpark Schlaubetal           | Brandenburg            | 0,12                    |
| Langer Haussee        | Höhenland                       | Brandenburg            | 14,55                   |
| Langer See            | Bezirk Treptow-Köpenick         | Berlin                 | 2,43                    |
| Langer See            | Blumenholz                      | Mecklenburg-Vorpommern |                         |
| Langer See            | Rühn                            | Mecklenburg-Vorpommern |                         |
| Langer See            | Garzau-Garzin                   | Brandenburg            | 0,34                    |
| Langer See            | Friedersdorf                    | Brandenburg            |                         |
| Langhagensee          | Neu Poserin                     | Mecklenburg-Vorpommern | 0,40                    |
| Langhagensee          | Lärz                            | Mecklenburg-Vorpommern | 0,718                   |
| Langsee (Mecklenburg) | Krakow am See                   | Mecklenburg-Vorpommern | 0,82                    |
| Langwieder See        | München                         | Bayern                 | 0,18                    |
| Lankauer See          | Lankau                          | Schleswig-Holstein     |                         |
| Lanker See            | Holsteinische Schweiz           | Schleswig-Holstein     | 3,236                   |
| Lankower See          | Dechow                          | Mecklenburg-Vorpommern | 0,9                     |
| Lankower See          | Schwerin                        | Mecklenburg-Vorpommern | 0,54                    |
| Lanstroper See        | Dortmund                        | Nordrhein-Westfalen    |                         |
| Lappwaldsee           | Helmstedt                       | Niedersachsen          | 4,0                     |
| Laßzinssee            | Berlin                          | Berlin                 | 0,12                    |
| Latschensee           | Landkreis Regen                 | Bayern                 | 0,001                   |
| Latumer See           | Meerbusch                       | Nordrhein-Westfalen    | 0,08 bis 0,09           |
| Lautersee             | Mittenwald                      | Bayern                 | 0,12                    |
| Lebbiner See          | Storkow                         | Brandenburg            | 0,28                    |
| Lebehnscher See       | Landkreis Vorpommern-Greifswald | Mecklenburg-Vorpommern | 0,56                    |
| Lebersee              | Teupitz                         | Brandenburg            |                         |
| Lehmsee               | Kratzeburg                      | Mecklenburg-Vorpommern |                         |
| Lehnitzsee            | Fahrland                        | Brandenburg            |                         |
| Lehnitzsee            | Oranienburg                     | Brandenburg            |                         |
| Lehnssee              | Biesenthal                      | Brandenburg            | 0,089                   |
| Lengener Meer         | Uplengen                        | Niedersachsen          | 0,22                    |
| Leibis-Talsperre      | Landkreis Saalfeld-Rudolstadt   | Thüringen              | 1,2 (Flutung andauernd) |
| Leppinsee             | Rechlin                         | Mecklenburg-Vorpommern | 0,914                   |
| Lerchenauer See       | München                         | Bayern                 | 0,08                    |
| Lettinsee             | Altfriedland                    | Brandenburg            | 0,16                    |
| Liblarer See          | Erftstadt                       | Nordrhein-Westfalen    | 0,528                   |
| Liebenberger See      | Grünheide                       | Brandenburg            | 0,51                    |
| Liepensee             | Kratzeburg                      | Mecklenburg-Vorpommern |                         |
| Liepnitzsee           | Wandlitz                        | Brandenburg            | 1,15                    |
| Lieps                 | Blumenholz                      | Mecklenburg-Vorpommern | 4,31                    |
| Lietzensee            | Berlin                          | Berlin                 | 0,065                   |
| Lingensetalsperre     | Marienheide                     | Nordrhein-Westfalen    |                         |
| Linstower See         | Dobbin-Linstow                  | Mecklenburg-Vorpommern | 0,563                   |
| Lipnitzsee            | Bernau bei Berlin               | Brandenburg            |                         |
| Lippesee              | Paderborn-Sande                 | Nordrhein-Westfalen    | 0,32                    |
| Listertalsperre       | Attendorn                       | Nordrhein-Westfalen    | 1,68                    |
| Loheider See          | Duisburg                        | Nordrhein-Westfalen    |                         |
| Lohmer See            | Lohmen                          | Mecklenburg-Vorpommern | 0,55                    |
| Loppersumer Meer      | Südbrookmerland                 | Niedersachsen          | 0,13                    |
| Loppiner See          | Jabel                           | Mecklenburg-Vorpommern | 0,87                    |
| Losheimer Stausee     | Losheim am See                  | Saarland               | 0,31                    |
| Lostener See          | Bad Kleinen                     | Mecklenburg-Vorpommern | 0,22                    |
| Lottschesee           | Wandlitz                        | Brandenburg            | 0,42                    |
| Lübbesee              | Milmersdorf                     | Brandenburg            | 2,97                    |
| Lubowsee              | Zühlsdorf                       | Brandenburg            |                         |
| Lucherberger See      | Langerwehe                      | Nordrhein-Westfalen    | 0,56                    |
| Luckower See          | Sternberg                       | Mecklenburg-Vorpommern | 0,435                   |
| Lucretiasee           | Brühl                           | Nordrhein-Westfalen    |                         |
| Ludwigsee             | Melle                           | Niedersachsen          | 0,25                    |
| Lünner See            | Lünne                           | Niedersachsen          | 0,038                   |
| Lüschow               | Goldberg                        | Mecklenburg-Vorpommern | 0,3                     |
| Lußsee                | München                         | Bayern                 | 0,16                    |
| Lütauer See           | Mölln                           | Schleswig-Holstein     |                         |
| Lutowsee              | Wokuhl-Dabelow                  | Mecklenburg-Vorpommern | 0,53                    |